# Каракульская Пристань
 Каракульская Пристань  — поселок в Вятскополянском районе Кировской области в составе Слудского сельского поселения.

## География
Расположено на левом берегу Вятки на расстоянии примерно 14 км по прямой на север от железнодорожного моста через Вятку в городе Вятские Поляны.

## История
Известен с 1905 года как владельческая усадьба Булыгина с 1 жителем, в 1926 году здесь (Кордон Савальского Лесничества) проживало 3 человека, в 1950 (пристань Каракульская) 202 человека при 66 хозяйствах, в 1989 77 человек. Рабочий посёлок основан в 1928 году. Жители работали в основном в леспромхозе, лесничестве и пароходстве. В посёлке имелась начальная школа, дом рыбака и 5 магазинов. Леспромхоз просуществовал до 1957 года. 

## Население
Постоянное население составляло 60 человек (русские 65%, татары 32%) в 2002 году, 33 в 2010.